# Zuma (album)
| Recensione       | Giudizio |
| ---------------- | -------- |
| AllMusic         |          |
| Piero Scaruffi   |          |
| Robert Christgau | A-       |

Zuma è un album discografico del cantautore canadese Neil Young pubblicato nel 1975 dalla Reprise Records. Il primo dopo la cosiddetta "trilogia del dolore", infatti l'atmosfera dell'opera è, a tratti, anche solare. I Crazy Horse si presentano con la formazione definitiva con l'entrata in organico del chitarrista Frank Sampedro.

## Il disco
Ci sono molte ballate vivacizzate dalle chitarre, un pezzo che tende all'hard rock (Drive Back) e una cavalcata acida (Danger Bird). Through My Sails è una session del 1974 di Crosby, Stills, Nash & Young: sarà l'ultima loro collaborazione per molto tempo (fino al 1988).
La canzone più famosa è la ballata elettrica Cortez the Killer, da molti fan considerato uno dei brani capolavoro di Young, in cui l'artista dà ancora sfoggio della sua abilità chitarristica. Il testo parla delle violenze commesse dal conquistatore Hernán Cortés in Messico, in cui compì il genocidio del popolo azteco.
Il titolo dell'album può essere inteso sia come l'abbreviazione del nome dell'imperatore azteco Montezuma, sia come il nome della spiaggia californiana nei pressi della dimora di Neil.

## Tracce

### LP
Lato A
Testi e musiche di Neil Young.
1. Don't Cry No Tears – 2:34
2. Danger Bird – 6:54
3. Pardon My Heart – 3:49
4. Lookin' for a Love – 3:17
5. Barstool Blues – 3:02

Lato B
Testi e musiche di Neil Young.
1. Stupid Girl – 3:13
2. Drive Back – 3:32
3. Cortez the Killer – 7:29
4. Through My Sails – 2:41

## Formazione
Neil Young & Crazy Horse
- Neil Young: chitarra, voce
- Frank Sampedro: chitarra
- Billy Talbot: basso, voce
- Ralph Molina: batteria, voce

escluso:
- Pardon My Heart:
  - Neil Young: chitarra, voce
  - Tim Drummond: basso
  - Billy Talbot: voce
  - Ralph Molina: voce
- Through My Sails (Crosby, Stills, Nash & Young):
  - David Crosby: voce
  - Stephen Stills: basso, voce
  - Graham Nash: voce
  - Neil Young: chitarra, voce
  - Russ Kunkel: conga